# Вулиця Івасюка (Брюховичі)
Ву́лиця Во́лодимира Іва́сюка — вулиця у селищі Брюховичі Львівської міської об'єднаної територіальної громади Львівського району Львівської області. Сполучає вулиці Незалежності України та Ряснянську.
Прилучаються вулиці: Кліматична, Ряснянська, Арктична, Прилуцька, Ягідна.

## Назва
Вулиця названа на честь українського композитора-виконавця, поета, Героя України (посмертно) Володимира Івасюка.

## Забудова
У забудові вулиці Івасюка переважає садибна забудова 1930—1980-х років, а також присутня барачна забудова 1950-х років, радянський конструктивізм 1970—1980-х років. Також присутня сучасна забудова, зокрема, будівлі територіального підрозділу ЦНАП у Брюховичах та супермаркету «Близенько».
№ 1 — супермаркет «Близенько», відкриття якого відбулося 24 листопада 2020 року. За цією ж адресою діє невеличкий продуктовий ринок Брюховичів.
№ 1б — торговий дім «Прилуки», крамниці «Кава і до кави» та «Гуртові ціни алкоголь».
№ 2 — будівля Народного дому «Просвіта» селища Брюховичі. 14 жовтня 2018 року, на свято Покрови, відбулося урочисте відкриття оновленого Народного дому. Складається Народний дім з шести частин: просторого холу — місця для проведення виставок дитячих робіт та робіт професійних майстрів, сцени, відкритого простору на подвір'ї Народного дому, де проводитимуться ярмарки, майстер-класи, буде можливість перегляду кіно просто неба, простору для розвитку дітей — класи для проведення гуртків та студій, простору для музики, адже у Народному домі виділено 3 класи для музичної школи. Також є простора коворкінг-зона для проведення семінарів, тренінгів, лекцій, майстер-класів — це простір, де є місце для усіх.
№ 2а — будівля територіального підрозділу Центру надання адміністративних послуг у селищі Брюховичі, збудована у 2018—2020 роках ЛКП «Рембуд». Відкриття відбулося 2 червня 2020 року.
№ 4 — готельно-ресторанний комплекс «Шпацер» з бенкетним залом на 150 осіб.
№ 27 — львівська державна музична школа № 7 з філією у Львові на вулиці Величковського, 58 (при Львівській середній загальноосвітній школі № 100).
№ 35 — вілла, збудована у стилі польського конструктивізму 1930-х років. Нині тут міститься продуктова крамниця «Економ».
№ 40 — амбулаторія сімейної медицини №  7 КНП «Львівська 1-а міська клінічна лікарня імені Князя Лева». В цій будівлі міститься дитяче поліклінічне відділення. Інша будівля амбулаторії розташована на вул. Ягідній, 8, де функціюють доросле поліклінічне відділення та жіноча консультація. Амбулаторія обслуговує понад 8 тисяч мешканців Брюховичів.
№ 69 — котеджне містечко «Кленова алея», здане в експлуатацію у 2016 році. Складається з п'ятнадцяти двоповерхових будинків котеджного типу з вбудованими індивідуальними гаражними боксами.
№ 74 — будівля 7-ї львівської міської кардіологічної лікарні (відділення реабілітації хворих інфарктом міокарда). На території лікарні розташована вілла, споруджена у 1907 році. Планують провести реконструкцію вілли за кошти литовського уряду (620 тисяч євро) та відкрити тут центр ментальної реабілітації в межах системи Unbroken.

## Меморіали, пам'ятники

Пам'ятний знак «Герб селища Брюховичі»

- Пам'ятний знак «Герб селища Брюховичі», розташований перед Народним домом. Відреставрований у 2020 році.
- Пам'ятник поету, композитору Володимиру Івасюку біля Народного дому «Просвіта» у Брюховичах, відкритий та освячений 18 жовтня 2020 року. Двометровий пам'ятник виготовлений з бронзи (скульптор — Любомир Кукіль)[10].